# Dezember 2000
Portal Geschichte | Portal Biografien | Aktuelle Ereignisse | Jahreskalender | Tagesartikel

◄ |
19. Jahrhundert |
20. Jahrhundert
| 21. Jahrhundert

◄ |
1970er |
1980er |
1990er |
2000er
| 2010er | 2020er | 2030er | ►

◄ |
1996 |
1997 |
1998 |
1999 |
2000
| 2001 | 2002 | 2003 | 2004 | ►

◄ |
September 2000 |
Oktober 2000 |
November 2000 |
Dezember 2000 |
Januar 2001 |
Februar 2001 |
März 2001 |
►
Dieser Artikel behandelt tagesbezogene Nachrichten und Ereignisse im Dezember 2000.

## Tagesgeschehen

### Freitag, 1. Dezember 2000
- Mexiko-Stadt/Mexiko: Vicente Fox von der konservativen Partei Nationale Aktion wird als Staatspräsident vereidigt.[1]

### Sonntag, 3. Dezember 2000
- Eisenstadt/Österreich: Die auf Wunsch von ÖVP und FPÖ vorverlegte Neuwahl des Burgenländischen Landtags bringt unter den drei großen Parteien nur für die SPÖ Zugewinne im Stimmergebnis. Für sie stimmen 46,55 %, während die ÖVP mit 35,33 % und die FPÖ mit 12,63 % abgeschlagen sind. Neben der SPÖ befinden sich auch die Grünen im Aufwärtstrend, die zum ersten Mal Mandate erringen.[2][3]

### Montag, 4. Dezember 2000

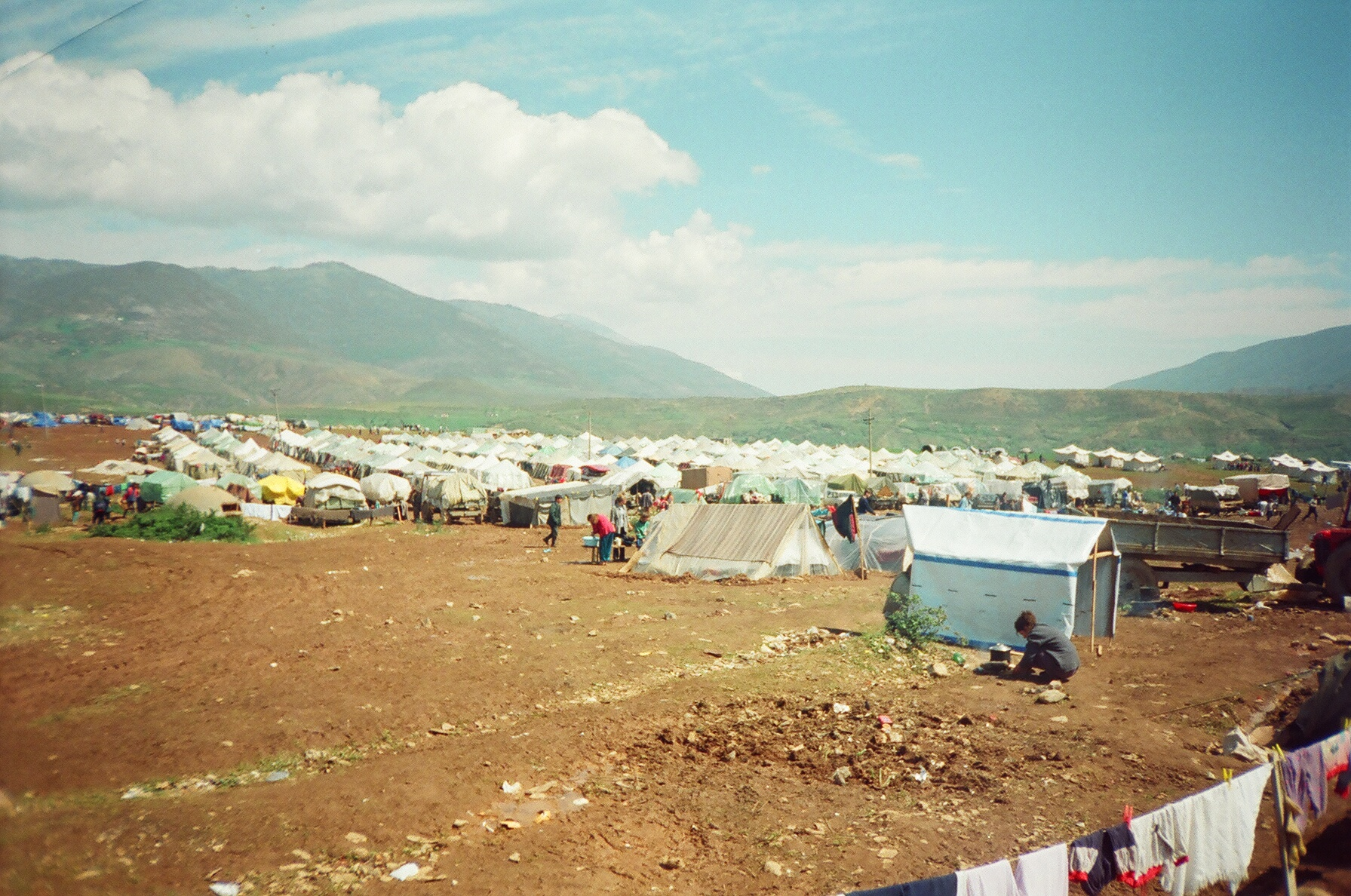
Flüchtlingscamp in Albanien

- New York/Vereinigte Staaten: Die Vereinten Nationen erklären den 18. Dezember zum jährlichen Internationalen Tag der Migranten, insbesondere soll auf die Lage von Flüchtlingen aufmerksam gemacht werden.[4]

### Dienstag, 5. Dezember 2000
- New York/Vereinigte Staaten: Der Sicherheitsrat der Vereinten Nationen beschließt, dass der Irak weiterhin alle Einnahmen aus dem Export von Erdöl ausschließlich für Produkte aus den Bereichen Nahrungsmittel, Ernährung und Gesundheit ausgeben muss.[5]

### Donnerstag, 7. Dezember 2000
- Deutschland, Kenia: Der Investitionsschutzvertrag zwischen beiden Staaten tritt in Kraft.[6]
- Karlsruhe/Deutschland: Der Generalbundesanwalt beim Bundesgerichtshof Kay Nehm teilt mit, dass der Brandanschlag auf die Neue Synagoge in Düsseldorf am 2. Oktober von zwei arabischstämmigen, tatgeständigen Jugendlichen verübt wurde. Ihr Motiv sei der israelisch-palästinensische Konflikt gewesen. Die Frankfurter Allgemeine Zeitung bezeichnet diesen Umstand als „ungewöhnlichen rechtsextremen Hintergrund“.[7][8]
- Nizza/Frankreich: Die vom Europäischen Konvent erarbeitete Charta der Grundrechte der Europäischen Union (EU) wird proklamiert. Sie definiert, welche EU-Grundrechte für die Staatsangehörigen der Mitgliedstaaten der EU bestehen, ist allerdings vorläufig in den Staaten der Union nicht rechtsverbindlich.[9]

### Sonntag, 10. Dezember 2000
- Bukarest/Rumänien: Der ehemalige Staatspräsident und parteilose Kandidat Ion Iliescu gewinnt die Stichwahl der Präsidentschaftswahl mit deutlicher Mehrheit gegenüber Corneliu Vadim Tudor von der Großrumänien-Partei.[10]

### Montag, 11. Dezember 2000
- Rom/Italien: Der Fußball-Weltverband FIFA kürt auf einer Gala zwei „Weltfußballer des Jahrhunderts“. Der Brasilianer Edson Arantes do Nascimento, genannt Pelé, gewann die Abstimmung der Fußballexperten, der Argentinier Diego Maradona ein Internetvoting der FIFA. Diese wollte daraufhin eigentlich nur Pelé auszeichnen, dazu Maradona: „Ich bin der Beste.“[11]

### Dienstag, 12. Dezember 2000

Siegel des Supreme Courts

- Algier/Algerien: Äthiopien und Eritrea schließen den Friedensvertrag von Algier. Der vor zweieinhalb Jahren begonnene Krieg zwischen beiden Staaten führte zu mindestens 100.000 Todesopfern.[12]
- Washington, D.C./Vereinigte Staaten: Der Supreme Court äußert verfassungsrechtliche Bedenken gegen ein Nachzählen aller Stimmen per Hand, die im November in Florida bei der Präsidentschaftswahl abgegeben wurden. In der Wiederholung der Auszählung lag die letzte Chance für Al Gore (Demokraten) auf eine Mehrheit im Electoral College bei der Wahl des nächsten US-Präsidenten. George W. Bush (Republikaner) ist mit der Entscheidung des Supreme Courts faktisch neuer Präsident.[13]

### Donnerstag, 14. Dezember 2000
- Paris/Frankreich: Die Slowakei wird 30. Mitgliedstaat der Organisation für wirtschaftliche Zusammenarbeit und Entwicklung.[14]

### Freitag, 15. Dezember 2000
- Wiesbaden/Deutschland: „Schwarzgeldaffäre“ als Bezeichnung für die illegale Spendenpraxis der CDU lautet für die Gesellschaft für deutsche Sprache das Wort des Jahres in Deutschland.[15]

### Samstag, 16. Dezember 2000
- Berlin/Deutschland: Die Fernsehsendung ZDF-Hitparade wird zum letzten Mal ausgestrahlt. Im Jahr 1969 etablierte sie der Moderator Dieter Thomas Heck im deutschen Fernsehen. Dem aktuellen Moderator Uwe Hübner gelang es mit der Fokussierung auf deutsche Schlager-Musik nicht mehr, ein ausreichend großes Publikum anzusprechen.[16]

### Mittwoch, 20. Dezember 2000
- Paris/Frankreich: Die Bundesrepublik Jugoslawien wird in die Organisation für Erziehung, Wissenschaft und Kultur der Vereinten Nationen aufgenommen.[17]
- Washington, D.C./Vereinigte Staaten: Der Internationale Währungsfonds bestätigt die Aufnahme der Bundesrepublik Jugoslawien als neues Mitglied und gewährt dem Land sogleich einen Kredit in Höhe von 151 Millionen US-Dollar.[18]

### Samstag, 23. Dezember 2000
- Warschau/Polen: Amtsinhaber Aleksander Kwaśniewski vom Bund der Demokratischen Linken legt vor der Nationalversammlung den Amtseid auf seine zweite Amtszeit als Staatspräsident ab.[19]

### Montag, 25. Dezember 2000
- Foxe Basin/Kanada: Bei der heutigen partiellen Sonnenfinsternis ist nahe der Ortschaft Kinngait die Sonne am längsten vom Mond bedeckt. In dichtbesiedelten Gebieten Mexikos und der Vereinigten Staaten war zuvor eine geringere Teilverdeckung der Sonnenscheibe zu beobachten.[20]
- Luoyang/China: Ausgehend von Schweißarbeiten entwickelt sich ein Großbrand in einem Shoppingcenter der zentralchinesischen Stadt Luoyang. Durch das Unglück sterben 309 Menschen, mindestens 200 von ihnen in einer Diskothek.[21]

### Mittwoch, 27. Dezember 2000
- Teheran/Iran: Bei der Schach-WM des Weltverbands FIDE tritt Titelverteidiger Alexander Chalifman aus Russland nicht an. Im Finale gewinnt Viswanathan Anand aus Indien den vakanten Titel des Schachweltmeisters überlegen in vier Partien gegen den in der Sowjetunion geborenen Spanier Alexei Schirow.[22]

### Donnerstag, 28. Dezember 2000
- Bukarest/Rumänien: Adrian Năstase von der Partei der Sozialen Demokratie wird als neuer Premierminister vereidigt.[23]

## Weblinks

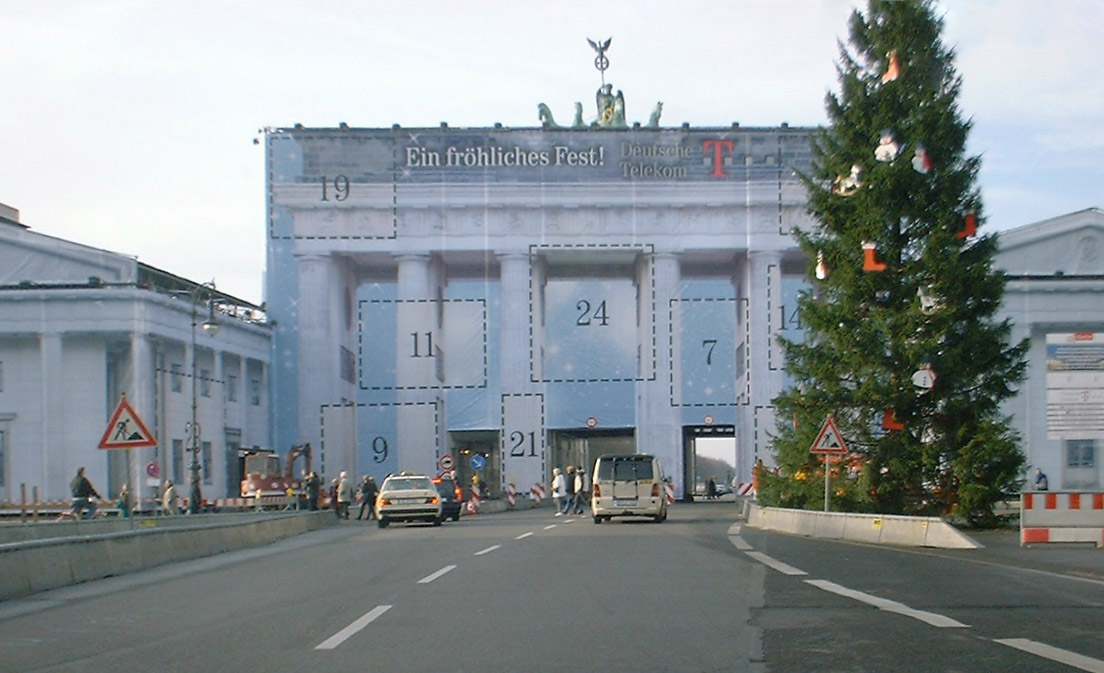
Berlin im Dezember 2000